# Fátima Luzes
Fátima Luzes é uma actriz portuguesa que interpretou o papel de "Elsa" na série "Morangos Com Açúcar", para a TVI.